# Jackson Mwanza
Jackson Mwanza (Lusaka, 6 febbraio 1987) è un calciatore zambiano, attaccante dello ZESCO Unired e della Nazionale zambiana.

## Carriera

### Nazionale
Ha esordito in Nazionale nel 2010.

## Palmarès

### Club

#### Competizioni nazionali
- Zambian Premier League: 1

ZESCO: 2010
- Sudan Premier League: 1

Al-Merrikh: 2013